# مايك تاليافيرو
مايك تاليافيرو (بالإنجليزية: Mike Taliaferro)‏ هو لاعب كرة قدم أمريكية أمريكي، ولد في 26 يوليو 1941 في هيوستن في الولايات المتحدة.

## وصلات خارجية
- مايك تاليافيرو على موقع مرجع كرة القدم المحترفة.كوم (الإنجليزية)